# Internationale Filmfestspiele Berlin 2006

Offizielles Berlinale-Plakat für den Wettbewerb 2006

Die 56. Internationalen Filmfestspiele Berlin fanden vom 9. Februar bis zum 19. Februar 2006 statt.
Festivaldirektor Dieter Kosslick kündigte die Berlinale 2006 als ein Festival an, das den politischen Film in den Mittelpunkt stellt. Die Berlinale 2006 sei laut Kosslick „so politisch, grausam und unangenehm, wie die Weltlage nun einmal ist“. Der Wettbewerb zeigte dann auch Filme wie Esmas Geheimnis – Grbavica, der von den Auswirkungen der Vergewaltigungen während des Balkankrieges erzählt und das Festival letzten Endes gewann, The Road to Guantanamo über die Auswirkungen des Krieges gegen den Terror und Syriana über den Kampf um die immer knapper werdenden Ressourcen.

## Wettbewerb
Im offiziellen Wettbewerb wurden in diesem Jahr folgende Filme gezeigt:
| Filmtitel                         | Regisseur                    | Produktionsland                                            | Darsteller (Auswahl)                               |
| Candy                             | Neil Armfield                | Australien                                                 | Abbie Cornish, Heath Ledger, Geoffrey Rush         |
| El Custodio – Der Leibwächter     | Rodrigo Moreno               | Argentinien, Frankreich, Deutschland, Uruguay              | Julio Chávez                                       |
| Elementarteilchen                 | Oskar Roehler                | Deutschland                                                | Moritz Bleibtreu, Martina Gedeck, Christian Ulmen  |
| Esmas Geheimnis – Grbavica        | Jasmila Žbanić               | Österreich, Bosnien und Herzegowina, Deutschland, Kroatien | Mirjana Karanović                                  |
| Find Me Guilty – Der Mafiaprozess | Sidney Lumet                 | USA, Deutschland                                           | Vin Diesel                                         |
| Der freie Wille                   | Matthias Glasner             | Deutschland                                                | Jürgen Vogel, Sabine Timoteo, André Hennicke       |
| Geheime Staatsaffären             | Claude Chabrol               | Frankreich, Deutschland                                    | Isabelle Huppert                                   |
| Invisible Waves                   | Ratanaruang Pen-Ek           | Niederlande, Thailand, Hongkong, Südkorea                  |                                                    |
| Isabella                          | Pang Ho-cheung               | Hongkong                                                   | Isabella Leong, Chapman To, Anthony Wong Chau-Sang |
| It’s Winter                       | Rafi Pitts                   | Iran                                                       |                                                    |
| Offside                           | Jafar Panahi                 | Iran                                                       |                                                    |
| Requiem                           | Hans-Christian Schmid        | Deutschland                                                | Sandra Hüller, Burghart Klaußner, Imogen Kogge     |
| The Road to Guantanamo            | Michael Winterbottom         | Großbritannien                                             |                                                    |
| Robert Altman’s Last Radio Show   | Robert Altman                | USA                                                        | Meryl Streep, Lily Tomlin, Woody Harrelson         |
| Romanzo Criminale                 | Michele Placido              | Italien, Frankreich, Großbritannien                        | Kim Rossi Stuart, Stefano Accorsi                  |
| Sehnsucht                         | Valeska Grisebach            | Deutschland                                                |                                                    |
| Slumming                          | Michael Glawogger            | Österreich                                                 | Paulus Manker, August Diehl                        |
| Snow Cake*                        | Marc Evans                   | USA, Kanada                                                | Alan Rickman, Sigourney Weaver                     |
| En Soap                           | Pernille Fischer Christensen | Schweden, Dänemark                                         | Trine Dyrholm                                      |

* = Eröffnungsfilm

### Außer Konkurrenz

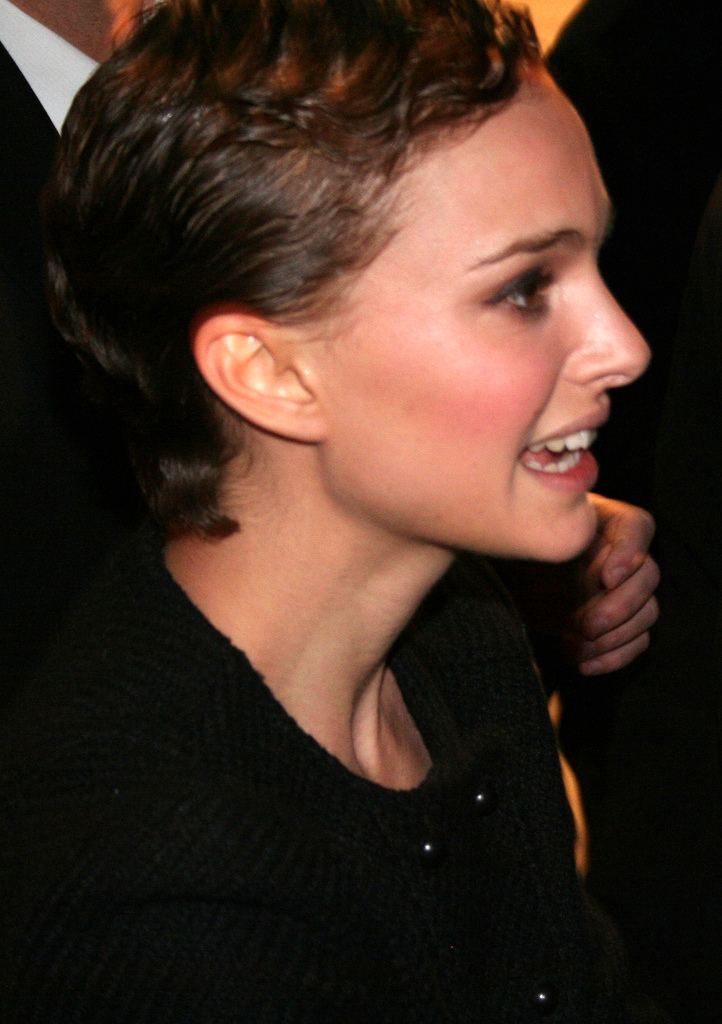
Natalie Portman bei der Berlinale 2006

Innerhalb des Wettbewerbs wurden folgende Filme außerhalb der Konkurrenz gezeigt:
- Capote – Regie: Bennett Miller (mit Philip Seymour Hoffman)
- The New World – Regie: Terrence Malick (mit Colin Farrell, Christopher Plummer und Christian Bale)
- Science of Sleep – Anleitung zum Träumen – Regie: Michel Gondry (mit Gael García Bernal)
- Syriana – Regie: Steve Gaghan (mit George Clooney und Matt Damon)
- V wie Vendetta – Regie: James McTeigue (mit Natalie Portman)
- Wu Ji – Die Reiter der Winde – Regie: Chen Kaige

## Internationale Jury
Jurypräsidentin war 2006 die britische Schauspielerin Charlotte Rampling. Die Jury setzte sich aus folgenden weiteren Mitgliedern zusammen: Matthew Barney (USA), Yash Chopra (Indien), Marleen Gorris (Niederlande), Janusz Kamiński (Polen), Lee Young-ae (Südkorea), Armin Mueller-Stahl (Deutschland) und Fred Roos (USA).

## Preisträger

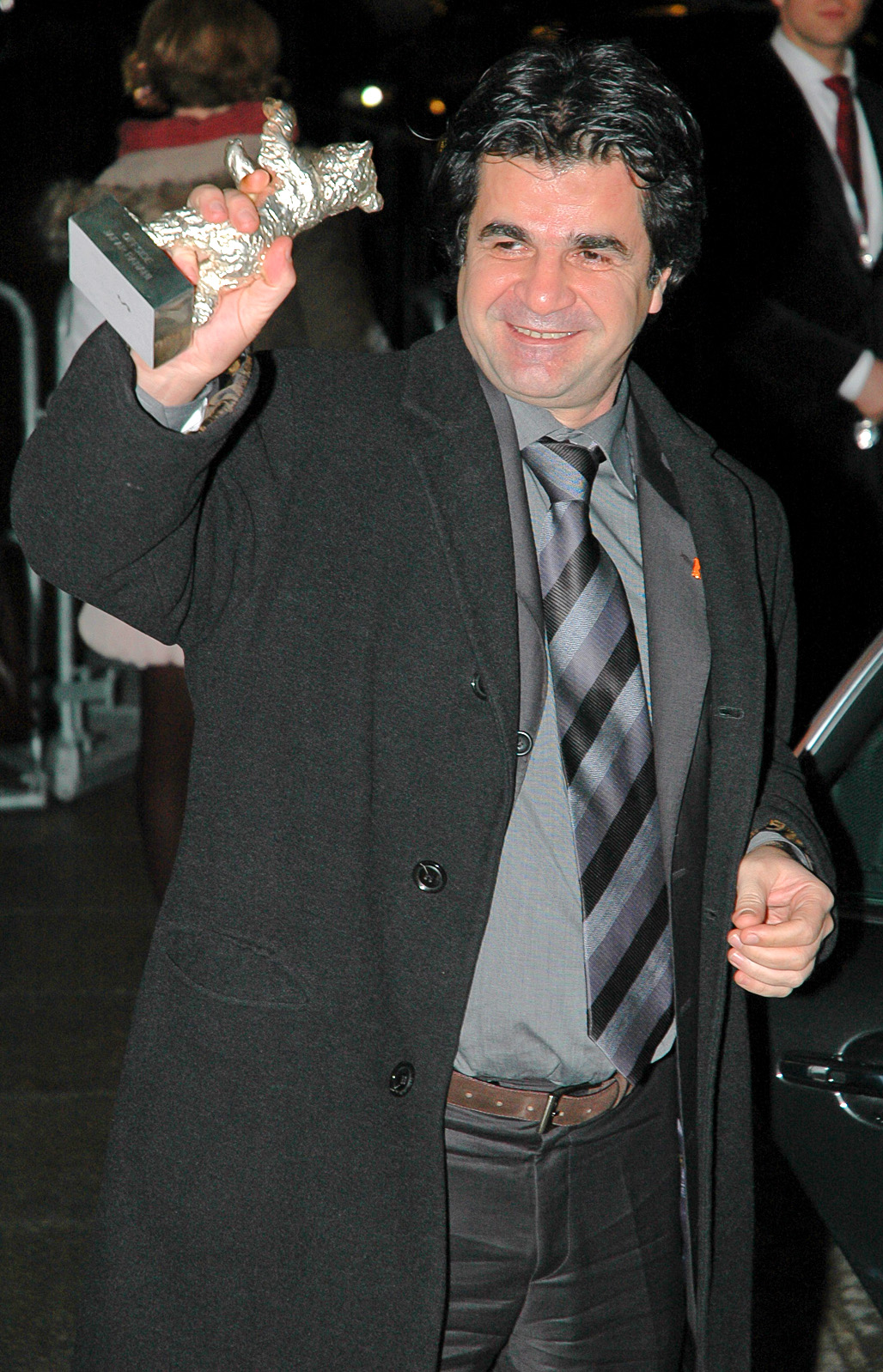
Jafar Panahi mit seinem gewonnenen Silbernen Bären

- Goldener Bär: Esmas Geheimnis – Grbavica von Jasmila Žbanić
- Goldener Bär für den besten Kurzfilm: Nie wie beim ersten Mal von Jonas Odell (Dänemark)

Silberne Bären:
- En Soap von Pernille Fischer Christensen (Großer Preis der Jury)
- Offside von Jafar Panahi (Großer Preis der Jury)
- Michael Winterbottom und Mat Whitecross für den Film The Road to Guantanamo (beste Regie)
- Sandra Hüller für den Film Requiem (beste Darstellerin)
- Moritz Bleibtreu für den Film Elementarteilchen (bester Darsteller)
- Jürgen Vogel als Schauspieler, Co-Autor und Co-Produzent des Films Der freie Wille (besondere künstlerische Leistung)
- Peter Kam für den Film Isabella (beste Filmmusik)
- Guillaume Martinez für den Film Gratte-papier (Preis der Jury)
- Jan Koetter für den Film Our Man in Nirvana (Preis der Jury)

## Weitere Preisträger
- Alfred-Bauer-Preis: El Custodio – Der Leibwächter von Rodrigo Moreno
- Preis für den besten Erstlingsfilm: En Soap von Pernille Fischer Christensen
- Preis der Ökumenischen Jury: Esmas Geheimnis – Grbavica von Jasmila Žbanić
- FIPRESCI-Preis: Requiem von Hans-Christian Schmid
- Preis der Gilde deutscher Filmkunsttheater: Der freie Wille von Matthias Glasner
- Leserpreis der Berliner Morgenpost: Robert Altman’s Last Radio Show von Robert Altman
- Gläserner Bär für den besten Kinderfilm: Traum von Niels Arden Oplev
- Gläserner Bär für den besten Jugendfilm: Vier Wochen im Juni von Henry Meyer
- Großer Preis des Kinderhilfswerks: Maximo Oliveros blüht auf von Auraeus Solito

## Goldener Ehrenbär
In diesem Jahr wurden der Schauspieler Ian McKellen und der Regisseur Andrzej Wajda mit dem Golden Ehrenbären für ihr Lebenswerk ausgezeichnet.

## Retrospektive
Unter dem Titel Traumfrauen wurde die Berlinale eine Retrospektive gezeigt, die 45 Filme mit 30 internationalen Schauspielerinnen der 1950er Jahre in den Hauptrollen zeigte. Ein Wiedersehen mit Stars wie Audrey Hepburn, Grace Kelly, Marilyn Monroe, Elizabeth Taylor, Harriet Andersson, Hildegard Knef, Anna Magnani, Jean Simmons, Ingrid Bergman, Brigitte Bardot oder Melina Mercouri.

## Internationales Forum des jungen Films
Unter dem Titel Mystery Classics zeigte die Sektion insgesamt neun Filme des japanischen Genreregisseurs Nakagawa Nobuo aus den 50er und 1960er Jahren. Der Schwerpunkt lag auf Horror- und Kriminalfilmen. Zuvor war Nakagawa Nobuo auf Festivals in Venedig und Paris wiederentdeckt worden, das japanische Festival Tokyo FilmEX hatte im vorangegangenen Oktober eine 12 Filme umfassende Werkschau gezeigt. Mit der Reihe nahm das Forum auch wieder die Midnight Screenings auf, die im Jahr zuvor ausgesetzt wurden; in dieser Programmschiene wurden in den Jahren zuvor zu später Stunde alte wie neue Genrefilme gezeigt.

### Preisträger
- Preis der ökumenischen Jury: Conversations on a Sunday Afternoon von Khalo Matabane
- FIPRESCI-Preis: In Between Days von So Yong Kim
- Preis der C.I.C.A.E.: Close to Home von Dalia Hager und Vidi Bilu
- Wolfgang-Staudte-Preis: Babooska von Tizza Covi und Rainer Frimmel
- Caligari Filmpreis: 37 Arten ein Schaf zu nutzen (37 Uses for a Dead Sheep) von Ben Hopkins

## Panorama
Der Eröffnungsfilm des diesjährigen Panorama Spezial kam aus Argentinien: Daniel Burmans Film Eine Tradition der Familie (Derecho de familia). Weitere Stars des Panorama-Programms: Meret Becker, Marc Forster, John Hurt, Neil Jordan, Fernanda Montenegro, Liam Neeson und Emily Watson, die ihre neuen Filme vorstellten.

### Preisträger
- Preis der ökumenischen Jury: Der Gerichtsvollzieher von Feliks Falk
- FIPRESCI-Preis: Knallhart von Detlev Buck
- Preis der C.I.C.A.E.: Little Red Flowers von Zhang Yuan
- Manfred-Salzgeber-Preis: Paper Dolls von Tomer Heyman
- Publikumspreis: Paper Dolls von Tomer Heyman

## Teddy Awards
Der schwul-lesbische Filmpreis Teddy Award feierte dieses Jahr sein 20-jähriges Bestehen. Aus Anlass des Jubiläums wurde eine Retrospektive mit den besten Filmen aus 20 Jahren gezeigt. Den Teddy Award 2006 gewann der philippinische Kinderfilm Maximo Oliveros blüht auf von Auraeus Solito.

## Weiteres
Die Jury der Berlinale 2006 lehnte es ab, den Film "Das Leben der Anderen" ins Wettbewerbsprogramm aufzunehmen. Es handelte sich um das Langfilmdebüt von Florian Henckel von Donnersmarck, der auch das Drehbuch zu dem Film verfasst hatte. Der Film bekam 2007 den Oscar als bester fremdsprachiger Film und viele weitere Auszeichnungen.